# پانچیکاواته
پانچیکاواته (به لاتین: Panchikawatte) یک منطقهٔ مسکونی در سری‌لانکا است که در ناحیه کلمبو واقع شده‌است.